# Баррен (Андаманские острова)
Баррен (англ. Barren Island) — активный вулкан на одноимённом острове, принадлежит Индии.

## География
Расположен примерно в 60 км к востоку от основной группы Андаманских островов и примерно в 125 км к северо-востоку от Порт-Блэра. Высота вулкана над уровнем моря 354 метра, большая часть находится под водой — 2250 метров. Кальдера, в которой расположен вулкан имеет диаметр 2 км, ширина острова около трёх километров. В 150 км к северу расположен остров Наркондам, относящийся к той же вулканической дуге.
Первое зарегистрированное извержение вулкана Баррена произошло в 1787 году, после этого вулкан извергался в 1789, 1795, 1803-04, 1852, 1991, 1994-95, 2004, 2006-07, 2008, 2010 и 2013 гг.